# Margarida de Parma

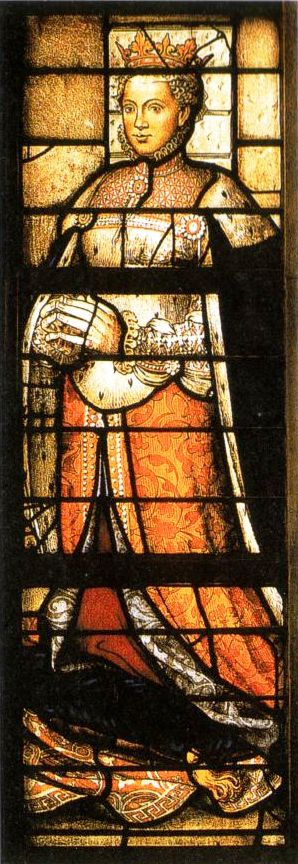
Vitrall de Margarida de Parma a l'església de St. Jan a Gouda (Països Baixos)

Margarida de Parma o Margarida d'Àustria (Oudenaarde, 5 de juliol de 1522 - Ortona, Ducat de Parma, 18 de gener de 1586) fou infanta de Castella, governadora dels Països Baixos (1559-1567) i duquessa consort de Parma (1552-1586).

## Família
Nascuda el 1522 fruit d'una relació extramatrimonial de Carles I de Castella i Joana Van der Gheynst. Es casà el 29 de febrer de 1536 a Nàpols amb Alexandre de Mèdici, duc de Florència, i fill il·legítim del Papa Climent VII. D'aquesta unió no hi hagué fills a causa de la sobtada mort l'any següent del duc florentí.
Es casà, en segones núpcies, el 4 de novembre de 1538 amb el duc de Parma Octavi I de Parma, net del Papa Pau III. D'aquesta unió nasqueren:
- l'infant Alexandre I de Parma (1545-1592), duc de Parma i governador dels Països Baixos
- l'infant Carles Farnese (1545)

Per la seva unió amb el seu últim marit Margarida d'Àustria és coneguda amb el nom de Margarida de Parma.

## Governadora dels Països Baixos
El 1559 el seu germà gran Felip II de Castella la nomenà governadora dels Països Baixos, enmig d'una difícil i moguda situació: la nova ideologia calvinista s'anava estenent amb força en aquells territoris.
Així mateix el país tenia greus problemes interns, una alarmant situació econòmica, problemes socials entre catòlics i protestants i continus complots de la noblesa per demanar més autonomia. Així mateix, la política desenvolupada per Felip II no ajudà a pacificar la regió.A principis de 1565, un nombrós grup de nobles menors, inclòs Lluís de Nassau, el germà petit de Guillem va formar el Compromís dels Nobles, que el 5 d'abril van oferir una petició a Margarida de Parma, per sol·licitar la fi de la persecució dels protestants, que anomenaven Inquisició fou rebutjada i es va decretar la prohibició de predicar el protestantisme en decrets de juny i juliol. Calvinistes, anabaptistes i menonites, enfurismats per l'opressió catòlica i teològicament contraris a l'ús catòlic d'imatges de sants, que als seus ulls entraven en conflicte amb el Segon Manament, van destruir estàtues de centenars d'esglésies i monestirs dels Països Baixos d'agost a octubre de 1566 en una onada d'iconoclasme es va estendre pels països baixos. Margarida de Parma va emetre un decret en agost prohibint l'iconoclasme.
Una vegada assolit això, l'aixecament va començar a ser sufocat, encara que massa tard segons el criteri de Felip II, que va nomenar Fernando Álvarez de Toledo, Duc d'Alba, descendent del rei Alfons XI de Castella, per a reemplaçar la seva germana Margarida en la governació dels Països Baixos.
Margarida llavors es retirà a Itàlia veient com el seu fill Alexandre Farnese ocupava el mateix càrrec que ella havia hagut de deixar. Morí a Ortona el 1586